# Mesnard-la-Barotière
Mesnard-la-Barotière is een gemeente in het Franse departement Vendée (regio Pays de la Loire) en telt 891 inwoners (1999). De plaats maakt deel uit van het arrondissement La Roche-sur-Yon.

## Geografie
De oppervlakte van Mesnard-la-Barotière bedraagt 11,9 km², de bevolkingsdichtheid is 74,9 inwoners per km².
De onderstaande kaart toont de ligging van Mesnard-la-Barotière met de belangrijkste infrastructuur en aangrenzende gemeenten.

## Demografie
Onderstaande figuur toont het verloop van het inwonertal (bron: INSEE-tellingen).

1. ↑  Populations de référence 2022.